# پاول فریدلندر
پاول فریدلندر (آلمانی: Paul Friedländer؛ ۲۹ اوت ۱۸۵۷ – ۴ سپتامبر ۱۹۲۳) یک شیمی‌دان در زمینه شیمی آلی اهل آلمان بود.